# Tacettin Ergürsel
Tacettin Ergürsel (* 4. September 1950 in Istanbul; † 12. März 2022 ebenda) war ein türkischer Fußballspieler.

## Karriere
Tacettin Ergürsel spielte in der Jugendmannschaft von Fenerbahçe Istanbul. In der Spielzeit 1969/70 wurde er in die 1. Mannschaft berufen und kam zu einem Spiel. Am Ende der Saison feierte er seine erste und einzige Meisterschaft. In den folgenden zwei Saisons kam er nicht zum Einsatz, erst in der Spielzeit 1973/74 wurde Ergürsel viermal eingesetzt.
Zur Saison 1973/74 wechselte er zu Giresunspor. Für Giresunspor spielte er 30 Spiele und erzielte vier Tore. In der nachfolgenden Saison waren es wieder 30 Spiele und dieses Mal gelangen ihm zehn Tore. Nach dieser Spielzeit wechselte er zu Bursaspor und spielte dort zwei Jahre. In der Saison 1976/77 machte er 14 Tore, das war die beste Leistung seiner Karriere. Es folgte ein Jahr bei Galatasaray Istanbul und ein weiteres Jahr für Bursaspor.
Tacettin Ergürsel beendete seine Karriere nach der Spielzeit 1979/80 bei Vefa Istanbul.

## Erfolge
Fenerbahçe Istanbul
- Türkischer Meister: 1970